# Дуглас, Джеймс (умер в 1420)
Сэр Джеймс Дуглас из Далкита (англ. James Douglas of Dalkeith; умер в 1420) — шотландский магнат, барон Далкит с 1369/1370 года. Джеймс происходил из младшей ветви знатного шотландского рода Дугласов. Его дядя, сэр Уильям Дуглас из Лотиана, в 1330-е — 1340-е годы играл важную роль во время Второй войны за независимость Шотландии, но в 1353 году был убит, а его многие поместья захватил убийца — Уильям Дуглас, лорд Дуглас, будущий 1-й граф Дуглас. Хотя Джеймс был наследником дяди, в 1350-е годы возможности вернуть законные владения у него не было. Но благодаря союзу с дальним родственником Арчибальдом Дугласом, лордом Галлоуэя, ему удалось добиться благосклонности короля Давида II, который в начале 1360-х годов подтвердил права Джеймса на Абердур и ряд других владений дяди, а также пожаловал владения в Аннандейле, а в конце 1369 — начале 1370 года пожаловал ему ещё и земли близ Кингхорна в Файфе, а также подтвердил его права на Далкит и земли в Биле (Галлоуэй).
После смерти Давида II в 1371 году Джеймс женился на бывшей королевской любовнице Агнес Данбар, сестре Джорджа Данбара, графа Марча, получив в приданое владения в Мортоне (Дамфрисшир), Мордингтоне (Берикшир) и Уиттенгеме (Хаддингтоншир). После смерти Анес в 1378 году он породнился с королевской семьёй, женившись на сестре короля Роберта II, что сблизило его с новым монархом, давшим своему шурину ряд привилегий.
После гибели в 1388 году Джеймса Дугласа, 2-го графа Дугласа, Джеймс поддержал претензии на его наследство своего союзника Арчибальда Дугласа и возобновил свои собственные требования на Лиддесдейл и Эксдейл. Вместе с ним он выступил против Джона, графа Каррика (будущего короля Роберта III), перейдя на сторону его политического оппонента Роберта, графа Файфа. Кроме того, его лошадь случайно лягнула хранителя, в результате чего тот стал «немощен» и был вынужден отказаться от должности, которая перешла к графу Файфу. Последний, став хранителем королевства, утвердил Арчибальда новым графом Дугласом, а также частично подтвердил права Джеймса на Лиддесдейл и Эксдейл, которым он фактически управлял в течение 1389 — 1397 годов. Однако 1397 году Джеймс был вынужден отказаться от Лиддесдейла, сохранив только владения в Эксдейле. Несмотря на это, в начале XV века он был одним из крупнейших и богатейших шотландских баронов.

## Происхождение
Джеймс происходил из шотландского рода Дугласов, который, вероятно, имеет фламандские корни. Возможно, предки Дугласов во время правления Малькольма IV (1153—1165 годы) поселились во фламандском поселении в Шотландии, располагавшемся в верховьях реки Клайд. Первым достоверно известным представителем рода был Уильям I, который был братом (или, по другой версии, шурином) Фрескина из Кердейла, землевладельца в Морее. Не позднее 1177 года он получил владения в долине реки Дуглас Уотер. Поскольку семейная традиция связывает родоначальника Дугласов с восстанием Дональда Бана, то, возможно, Уильям был одним из вассалов лорда Галлоуэя и сопровождал его в походе против Дональда Бана. Хотя не сохранилось документальных свидетельств, которые подтверждают активное участие Уильяма в подавлении восстания, в поле зрения источников Дугласы появляются именно в этот период.
От двух внуков Уильяма I пошли 2 ветви рода. Уильям II унаследовал родовые владения и титул лорда Дугласа, от второго же сына, Эндрю — второстепенная ветвь. Её значение возросло в 1330-х — 1340-х годах благодаря деятельности сэра Уильяма Дугласа из Лотиана, старшего сына Джеймса Дугласа из Лотиана, который после гибели в 1333 году своего дальнего родственника Арчибальда Дугласа играл важную роль во время Второй войны за независимость Шотландии. У него был младший брат, сэр Джон Дуглас, который от брака с Агнес де Грэм, дочерью Джона Грэма из Далкита, Аберкорна и Эксдейла, оставил семерых сыновей и трёх дочерей. Старшим из сыновей был Джеймс.

## Биография
Дата рождения Джеймса неизвестна. Вероятно он родился в конце 1330-х годов. Его отец, сэр Джон Дуглас, был убит в 1349 году, а в 1351 году Джеймс был назван своим дядей Уильямом, который к тому моменту был лордом Лиддесдейла, наследником его владений Абердур в Файфе и Далкита. Взамен он сам стал заложником после освобождения дяди из английского плена. В 1353 году Уильям был убит, а его многие поместья, включая Лиддесдейл и Далкит, захватил убийца — Уильям Дуглас, лорд Дуглас, будущий 1-й граф Дуглас.
Сам Джеймс после гибели дяди смог вернуться в Шотландию. Хотя он был его наследником, в 1350-е годы возможности вернуть законные владения у него не было. Его союзниками в этот период выступали 5 братьев, а также дальний родственник Арчибальд Дуглас Мрачный. Возможно, именно благодаря связям последнего он смог сблизиться с шотландским королём Давидом II, который относился к нему достаточно благосклонно. В результате в начале 1360-х годов тот подтвердил права Джеймса на Абердур и ряд других владений Уильяма Дугласа из Лотиана, а также пожаловал владения в Аннандейле. Хотя королевское покровительство и было не очень значительно, однако эти дарения свидетельствовали о росте королевской благосклонности.
В 1367 году Джеймс предъявил права на наследство своей двоюродной сестры Мэри Дуглас, дочери сэра Уильяма Дугласа, лорда Лиддесдейла, умершей вместе с ребёнком при родах. Её муж Роберт Эрскин претендовал на поместья жены в качестве наследника умершего сына. Для того, чтобы решить спор, была назначена судебная дуэль между претендентами. Перед этим Арчибальд Дуглас посвятил Джеймса в рыцари. Однако дуэль так и не состоялась, а спор решил король, встав на сторону Джеймса. В конце 1369 — начале 1370 года Давид II пожаловал ему ещё и земли близ Кингхорна в Файфе, а также подтвердил его права на Далкит и земли в Биле (Галлоуэй). Последние награды был связаны с враждебностью короля к Уильяму, графу Дугласу, у которого поместья и были отобраны, а также с тем, что Джеймс был помолвлен с королевской любовницей Агнес Данбар.
Кроме Арчибальда Дугласа, Джеймс в этот период оказался связан с другим союзником короля в Южной Шотландии — Джорджем Данбаром, графом Марчем. После смерти в 1371 году Давида II он ещё больше укрепил эту связь, женившись на Агнес Данбар, сестре графа, получив в приданое владения в Мортоне (Дамфрисшир), Мордингтоне (Берикшир) и Уиттенгеме (Хаддингтоншир). В 1372 году Джеймс сопровождал Арчибальда Дугласа в посольстве во Францию. В том же году Джеймс смог снизить напряжённость отношений с Уильямом, графом Дугласом, согласившись стать его вассалом.
После смерти Агнес Данбар в 1378 году Джеймс женился на Эгидии Стюарт, вдовствующей сестре короля Роберта II, что сблизило его с новым монархом, давшим своему шурину ряд привилегий, включая предоставление Далкиту и ряду других владений королевского суверенитета. А гибель в 1388 году в битве при Оттерберне Джеймса Дугласа, 2-го графа Дугласа, открыла ему новые перспективы.
Граф Дуглас не оставил детей, что вызвало споры за его наследство. В итоге в конце 1388 или начале 1389 года часть владений Дугласов, включая графство и главные пограничные владения рода, получил Арчибальд Мрачный, лорд Галлоуэя. Но претензии на эти владения предъявлял и Малькольм Драммонд, муж Изабеллы, сестры покойного графа Дугласа. Арчибальд упирал на то, что владения земель Дугласов происходило по мужской линии. Тогда его союзник Джеймс возобновил свои претензии на Лиддесдейл и земли в Эксдейле
Гибель графа Дугласа, который был самым могущественным политическим союзником регента Шотландии Джона, графа Каррика (будущего короля Шотландии Роберта III), ослабила позиции последнего, а его поддержка претензий зятя, Малькольма Драммонда, на владения Дугласов, оттолкнула от него и Арчибальда, и Джеймса. Через несколько недель после битвы при Оттеберне они перенесли свою поддержку на Роберта, графа Файфа, младшего брата и политического соперника регента. При его поддержке Арчибальду удалось распространить влияние на Лиддесдейл, Эксдейл и Эттрик-Форест.
Ко всему прочему, в этот период с графом Карриком произошёл несчастный случай: его случайно лягнула лошадь, которой управлял Джеймс Дуглас из Далкита, в результате чего он стал «немощен». В итоге 1 декабря 1388 года он был вынужден отказаться от поста регента, которым стал граф Файф. Уже в 1389 году он признал за Арчибальдом титул графа Дугласа и лорда Лиддесдейла, Эксдейла и Эттрик-Фореста. Получил ограниченное признание своих прав на Лиддесдейл и Эксдейл и Джеймс Дуглас, ставшим фактическим правителем этих областей.
В следующее десятилетие Джеймс пытался защитить эти приобретения как в королевском совете, так и на местном уровне. Давление, которое он испытывал, возможно заставило его составить в 1390 и 1392 годах подробные завещания. Однако в 1397 году у него и Арчибальда в Южной появился соперник — Джордж Дуглас, незаконнорождённый сын Уильяма Дугласа, 1-го графа Дугласа и Маргарет Стюарт, графини Ангус, которая в 1388—1389 годах воспользовалась борьбой за власть между графом Карриком и графом Файфом. Он не мог унаследовать владения и титулы отца, однако его мать добилась признания сына наследником владений своего отца и титула графа Ангуса. Кроме того, в 1397 году Джордж женился на дочери короля Роберта III, который поощрял зятя претендовать на владения графа Дугласа, который был союзником его политического соперника. По заключённому с Робертом III соглашению, за графом граф Ангусом признавались права на титулы лорда Лиддесдейла, Каверса и Джедуорта. В 1397 году он совершил ряд набегов на поместья Джеймса Дугласа из Далкита в Лотиане, опустошив их, после чего провёл переговоры, по итогам которых заставил отказаться от прав на Лиддесдейл. Но Джеймс всё же сохранил земли в Эксдейле.
После 1400 года Джеймс продолжал сотрудничать с графом Дугласом. Когда тот в 1402 году попал в плен в битве при Хомильдон-Хилле, он отправил своего сына и внука в качестве заложников за Арчибальда, а затем вместе с подчинёнными графа участвовал в пограничных переговорах.
В начале XV века Джеймс Дуглас из Далкита был одним из крупнейших шотландских магнатов. В 1415 году он входил в ограниченное число аристократов, получивших письмо от пленного короля Якова I. К моменту смерти в состав его владений входило большое число поместий в Южной Шотландии, стоимость которых оценивалась в 1500 мерков, что позволяло Дугласам из Далкита считаться одними из самых богатых шотландских баронов.
Джеймс умер в 1420 году от болезни, названной «le Quhew».
До нашего времени сохранилось достаточно много документов Джеймса Дугласа, включая тексты 2 завещаний и выплат рент за его владения, которые дают картину деятельности, забот и вкусов шотландского аристократа, жившего в конце XIV века. На основе анализа завещаний 1390 и 1392 годов М. Браун делает вывод, что шотландские магнаты в это время были отнюдь не отсталыми и необразованными и могли владеть ценными вещами и знаниями. В частности, у Джеймса была небольшая библиотека, в которой были книги по грамматике и диалектике, а также статуты королевства и романы. Его «лучшая книга» была в красной вышитой обложке, скреплённая оковами. А запись, которая просит его душеприказчиков вернуть одолженные им тома, говорит о том, что Джеймс не просто собирал книги, но и читал их. Кроме того, в завещаниях перечисляются доспехи для рыцарских поединков и войны, золотые кольчуги, горжеты, кольца, пояса, драгоценности и меховые мантии, минимум одна из которых была привезена из Фландрии, а также реликвии животворящего креста и Марии Магдалины, на основании чего Браун делает вывод, что магнат владел многими предметами богатства и роскоши. Среди бенефициаров завещаний указывались ближайшие родственники и друзья-магнаты, в частности, графы Дуглас и Марч. Не были забыты там и слуги, которым было предписано сделать денежные выплаты и подарки. При этом Джеймс распорядился, чтобы его домашние слуги получали денежное вознаграждение до самой смерти. Видное место среди бенефициаров завещания занимали религиозные заведения. Так аббастство Ньюбаттл, в котором Джеймс желал быть похороненным рядом с первой женой, получало деньги на ремонт, а часовне Святого Николая в Далките он завещал молитвенник, облачение и деньги. Его покровительство над часовней достигло апогея в 1406 году, когда она была возведена в статус коллегиальной церкви, что было связано с растущей подобной тенденцией среди шотландских лордов.
Список арендных выплат, составленный в 1376—1377 годах, является одним из двух сохранившихся подобных документов этого периода. При этом в него включены не все владения Джеймса, а только те, которые располагались в Пиблшире, Дамфрисшире и Файфе, в то время кусок с подробным описанием земель Лиддесдейла, Вестеркирка и Стэплгордона в Дамфрисшире был добавлен в десятилетие после 1388 года, когда они он ими владел. Этот документ даёт уникальные сведения о местном землевладении. В нём указано 88 владений, каждое из которых принадлежало одному или нескольким арендаторам, причём большинство из них арендовали земли на год. Браун считает, что подобные короткие сроки аренды были характерной чертой шотландского землевладения. Стоимость земель, отданных в аренду, составляла 483 фунта.

## Брак и дети
Имя первой жены Джеймса неизвестно. В этом браке родилась одна дочь:
- Маргарет Дуглас (умерла до 30 сентября 1390); муж: Филипп де Арбетнот[5].

Вторая жена: с 21 ноября 1372 года Агнес Данбар (умерла до 1378), дочь Патрика Данбара и Изабель Рэндольф. Дети:
- Джеймс Дуглас (около 1373/1374 — до 22 мая 1441), 1-й лорд Далкит[4][5].
- Уильям Дуглас (около 1374/1377 — после 1 июня 1406)[5].
- Жаклин Дуглас (около 1373/1375 — после 30 сентября 1390); муж: не позже 8 ноября 1388 года Джон Гамильтон (умер после 28 октября 1398), 4-й лэрд из Кадзоу[5].
- Агнес Дуглас (умерла до 30 сентября 1390); муж: с 15 августа 1381 года (контракт) Джон де Ливингстон из Каллендара (погиб 14 сентября 1402)[5].

Третья жена: с октября 1378 года (контракт) Эгидия Стюарт (умерла в 1396), дочь Уолтера Стюарта, лорда-стюарда Шотландии, и Изабель де Грэм, вдова Джеймса Линдси, лорда Кроуфорда и Киркмайкла, и Хью Эдлингтона. Детей в этом браке не было.
Кроме того, у Джеймса было несколько незаконнорождённых детей:
- Джон Дуглас из Абердура (умер после 30 сентября 1390)[5].
- Джеймс Дуглас из Абердура (умер после 30 сентября 1390)[5].

Возможно, что незаконнорождённой дочерью Джеймса была ещё и Кэтрин Дуглас, которая упоминается в его двух завещаниях, датированных 30 сентября 1390 года и 19 декабря 1392 года.